# Kamatari Fujiwara
Kamatari Fujiwara (jap. 藤原 鎌足 Fujiwara-no Kamatari) (ur. 614, zm. 14 listopada 669) – japoński polityk okresu Asuka, arystokrata, cesarski dworzanin. Pochodził z rodu Nakatomi, stał się protoplastą klanu Fujiwara. Znany jako Kamatari Nakatomi (jap. 中臣鎌足 Nakatomi-no Kamatari). Przed swoją śmiercią otrzymał nazwisko Fujiwara od cesarza Tenji, które potem przyjęli również jego potomkowie.

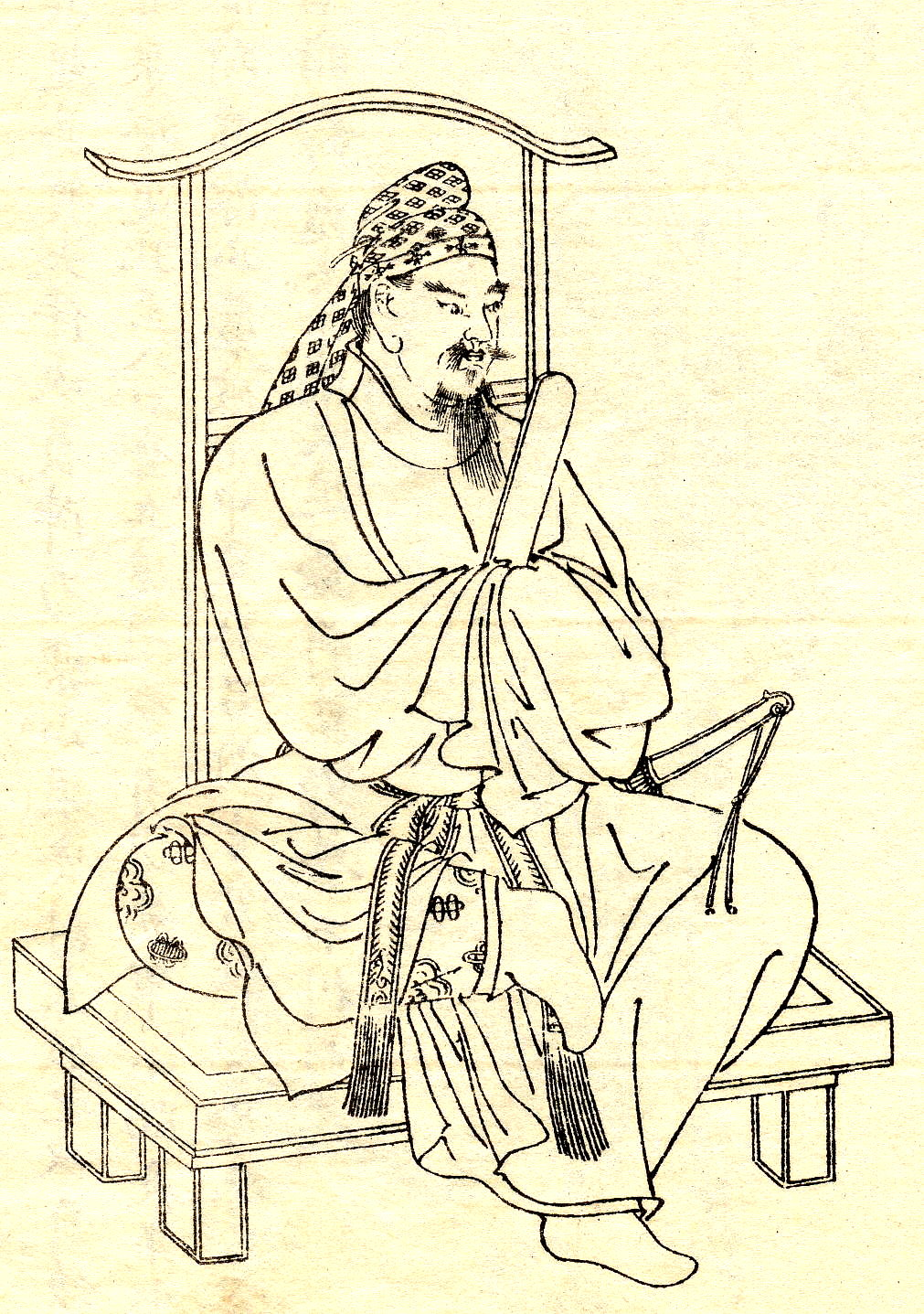
Portret Kamatariego Fujiwary według Kikuchiego Yōsai

Syn Mikeko Nakatomiego (Nakatomi-no Mikeko). Był przyjacielem i zwolennikiem księcia Naka-no Ōe, przyszłego cesarza Tenji. W 645 r. książę wraz z Kamatarim zorganizowali zamach stanu, w trakcie którego Naka-no Ōe zabił Irukę Sogę (蘇我入鹿 Soga-no Iruka), wszechwładnego „doradcę” cesarzowej Kōgyoku (tzw. incydent Isshi).
Po obaleniu klanu Soga nowy cesarz Kōtoku uczynił Kamatariego jednym z kugyō, mianując go ministrem środka (nai-daijin). Pełniąc ten urząd w latach 645–669, jako jedna z najwyżej postawionych osób w państwie, uczestniczył w przeprowadzeniu reform Taika.
Kamatari popierał Naka-no Ōe przez całe życia, a gdy książę został cesarzem (661), obdarzył go najwyższą rangą dworską (taishokukan), a jego rodzina otrzymała nowe nazwisko Fujiwara.
Synem Kamatariego był Fujiwara-no Fuhito, który w momencie śmierci ojca miał zaledwie 10 lat. Był on jedną z najbardziej wpływowych osób na dworze oraz współtwórcą kodeksu Taihō.